# François Alfonsi
François Alfonsi (Ajaccio, 1953) és un militant del nacionalisme cors. El 1989 fou secretari general de la Unió del Poble Cors, i fou conseller territorial de l'Assemblea de Còrsega per Corsica Nazione a les eleccions de 1992. Després fou un dels fundadors del Partit de la Nació Corsa (PNC), amb el que el 2001 fou escollit alcalde d'Osani i portaveu cors a la Fédération des Régions et Peuples Solidaires. També és co-director del diari Arriti.
A les eleccions europees de 2009 fou escollit eurodiputat per la llista Europa Ecologia (que aplega Verts i FRPS) i forma part del grup Els Verds-Aliança Lliure Europea.